# Färöischer Fußballpokal 1977
Der Färöische Fußballpokal 1977 fand zwischen dem 12. Juni und 28. August 1977 statt und wurde zum 23. Mal ausgespielt. In den beiden Endspielen siegte TB Tvøroyri mit 1:3 und 3:0 gegen VB Vágur und konnte den Pokal somit zum fünften Mal gewinnen.
TB Tvøroyri und VB Vágur belegten in der Meisterschaft die Plätze eins und drei, dadurch erreichte TB Tvøroyri das Double. Titelverteidiger HB Tórshavn schied hingegen im Halbfinale aus.

## Teilnehmer
Teilnahmeberechtigt waren folgende sieben Mannschaften der 1. Deild:
| 1. Deild                                                                                |
| B36 Tórshavn Fram Tórshavn HB Tórshavn ÍF Fuglafjørður KÍ Klaksvík TB Tvøroyri VB Vágur |

## Modus
Für den Pokal waren alle Erstligisten zugelassen. TB Tvøroyri war direkt für das Halbfinale gesetzt. Die verbliebenen Mannschaften spielten in einer Runde die restlichen drei Teilnehmer aus. Alle Runden wurden im K.-o.-System ausgetragen.

## Qualifikationsrunde
Die Partien der Qualifikationsrunde fanden am 12. Juni statt.
|               | Ergebnis |                 |
| ------------- | -------- | --------------- |
| Fram Tórshavn | 4:3      | ÍF Fuglafjørður |
| KÍ Klaksvík   | 2:4      | HB Tórshavn     |
| VB Vágur      | 2:0      | B36 Tórshavn    |

## Halbfinale
Die Halbfinalpartien fanden am 3. Juli statt.
|             | Ergebnis |               |
| ----------- | -------- | ------------- |
| TB Tvøroyri | 6:2      | HB Tórshavn   |
| VB Vágur    | 3:1      | Fram Tórshavn |

## Finale

### Hinspiel
| Paarung  | TB Tvøroyri – VB Vágur |
| Ergebnis | 1:3                    |
| Datum    | 21. August 1977        |
| Stadion  | Sevmýri, Tvøroyri      |
| Tore     | ?                      |

### Rückspiel
| Paarung  | VB Vágur – TB Tvøroyri |
| Ergebnis | 0:3                    |
| Datum    | 28. August 1977        |
| Stadion  | Á Eiðinum, Vágur       |
| Tore     | ?                      |